# Jurij Wernydub
Jurij Mykołajowycz Wernydub, ukr. Юрій Миколайович Вернидуб, ros. Юрий Николаевич Вернидуб, Jurij Nikołajewicz Wiernidub (ur. 22 stycznia 1966 w Żytomierzu) – ukraiński piłkarz, grający na pozycji obrońcy, a wcześniej pomocnika, trener piłkarski.

## Kariera piłkarska

### Kariera klubowa
W 1983 rozpoczął karierę piłkarską w miejscowym klubie Spartak Żytomierz. W 1987 został piłkarzem Kołosu Nikopol, skąd w następnym roku przeszedł do Dnipra Dniepropetrowsk. Widząc małe szanse przebić się do podstawowej jedenastki Dnipra już w kwietniu przeniósł się do Prykarpattia Iwano-Frankowsk. Od 1989 bronił barw Metałurha Zaporoże. W 1993 wyjechał do Wschodnich Niemiec, gdzie występował w amatorskim i pierwszym zespołach klubu Chemnitzer FC. Latem 1994 powrócił do Ukrainy, podpisując kontrakt z Torpedo Zaporoże. W 1997 został zaproszony do Zenitu Petersburg, w którym w 2000 zakończył karierę piłkarską.

## Kariera trenerska
Po zakończeniu kariery zawodniczej powrócił do Metałurha Zaporoże, w którym pomagał trenować klub, a od sierpnia do września 2007 pełnił obowiązki głównego trenera. Potem dalej pracował w sztabie szkoleniowym Metałurha. W grudniu 2009 razem z Anatolijem Czancewym przeniósł się do Zorii Ługańsk. 27 listopada 2011 po dymisji Czancewa przyjął obowiązki głównego trenera. Po wykonania zadania kontynuacji gry w Premier-lidze 3 maja 2012 pozbył się przystawki p.o.. 31 maja 2019 za obopólną zgodą kontrakt został rozwiązany. 7 listopada 2019 stał na czele Szachciora Soligorsk.

## Sukcesy i odznaczenia

### Sukcesy klubowe
- zdobywca Pucharu Rosji: 1999
- finalista Pucharu Intertoto: 2000

### Sukcesy indywidualne
- 9. miejsce w klasyfikacji strzelców Mistrzostw Ukrainy: 1996